# JMWAVE

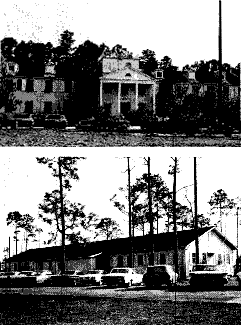
Budynki operacji JMWAVE – 1961

JMWAVE, JM/WAVE lub  JM WAVE  – kryptonim tajnego programu gromadzenia danych wywiadowczych oraz operacji specjalnych, przeprowadzony przez Stany Zjednoczone w latach 1961–1968. Siedzibą operacji był budynek 25, leżący w południowym kampusie (dawniej  teren bazy lotniczej Richmond, położonej około 12 mil na południe od głównego kampusu)  Uniwersytetu Miami na Florydzie. Inne nazwy siedziby to „Miami Station” lub „Wave Station”.
JMWAVE przeszedł pierwszą poważną rozbudowę, kiedy został centrum operacyjnym „Task Force W”, sekcji CIA oddelegowanej do operacji „Mongoose” – inicjatywy USA zmierzającej do obalenia komunistycznego rządu prezydenta Fidela Castro na Kubie. JMWAVE również aktywnie uczestniczyła w sponsorowanej przez rząd USA nieudanej inwazji w Zatoce Świń w kwietniu 1961. Początkową siedzibą JMWAVE była Coral Gables.
Placówka osiągnęła swój szczyt działalności pod koniec 1962 i na początku 1963 – podczas kryzysu kubańskiego. Pod przywództwem Theodora Shackleya, w okresie 1962–1965, JMWAVE stało się drugą co do wielkości placówką CIA, po głównej siedzibie w Langley w Wirginii. Pracowało tam od 300 do 400 profesjonalnych agentów (w tym prawdopodobnie około 100 na Kubie); na liście płac znalazło się 15000 kubańskich emigrantów, nieprzychylnie nastawionych do rządów Fidela Castro. CIA było jednym z największych pracodawców w Miami w tamtym okresie. Emigranci byli szkoleni w taktyce, szpiegostwie oraz umiejętnościach żeglarskich, placówka wspierała również liczne rajdy wymierzone w Kubę.
Główną fasadową firmą JMWAVE była „Zenith Technical Enterprises, Inc.”. Ponadto zostało założonych od 300 do 400 innych firm na obszarze południowej Florydy, wraz z siecią „bezpiecznych domów” oraz fikcyjnych przedsiębiorstw. Roczny budżet wyniósł ok. 50 milionów dolarów (333 milionów w 2006). Placówka miała duży wpływ na gospodarkę południowej Florydy, tworząc lokalny boom gospodarczy – szczególnie w nieruchomościach, bankowości oraz niektórych sektorach produkcyjnych. Posiadała również flotę samolotów i łodzi – opisaną jako trzecią co do wielkości marynarkę w rejonie Karaibów w tym czasie, po USA i Kubie. Działalność JMWAVE była tak powszechna, że stała się tajemnicą poliszynela wśród lokalnego rządu Florydy oraz organów ścigania.
W dniu 26 czerwca 1964 magazyn Look ujawnił powiązania firmy Zenith z CIA. Władze uniwersytetu zaprzeczyły, jakoby posiadały wiedzę na temat działalności CIA na terenie kampusu  (choć później Shackley potwierdził, że rektor Henry Stanford był w pełni świadomy operacji). JMWAVE zmieniło nazwę głównej firmy Zenith na „Melmar Corporation”.
W 1968 JMWAVE zaczęto uważać za nieefektywne. Dodatkowym argumentem było stawienie w kłopotliwej sytuacji Uniwersytet Miami. W związku z czym JMWAVE zaprzestało działalności, zastąpione znacznie mniejszymi placówkami w Miami Beach.
W 2004 placówka w bazie Richmond była nadal używana przez wiele amerykańskich agencji rządowych, w tym CIA, USAF oraz Armię Stanów Zjednoczonych. Kilka oryginalnych budynków JMWAVE nadal się zachowało. W 2007 budynek 25 stał się przedmiotem samorządowych starań, mających na celu przekształcenia go w muzeum wojskowe.